# 多米尼克·罗歇托
多米尼克·罗歇托（法語：Dominique Rocheteau，法語發音：[dɔminik ʁɔʃəto]），前法國足球員，場上司職邊鋒，參與了法國足球自1982-86年的黃金期。而他的名言“在球場上，暴力是另一種軟弱”也為人津津樂道。
罗歇托是巴黎隊史最佳球員之一；變幻莫測的帶球以及突破能力在80年代初期的球壇中數一數二，同時也具备出色的摆脱及做球能力，和以為首的夢幻四重奏一同建立了法國80年代香檳足球的華麗風格，缺點為容易受傷。
2017年7月5日巴黎官方宣布成立球隊名人堂並公佈了首批入選的20名球星，罗歇托順利入選。

## 生平
罗歇托在聖艾蒂安出道，當時"綠軍"是法國最成功也最受歡迎的球會，而罗歇托也被取了“L'ange vert”（意為綠色天使）的綽號。雖然在25歲時就離開，但已經隨隊獲得了1974至1976年的三個法甲冠軍，並在1976年的歐冠決賽中替補出場。
罗歇托的生涯黃金期都效力於巴黎，被譽為"巴黎王子"。在這裡他留下了隊史首個法甲冠軍、兩個法國盃冠軍、隊史第17的出場數、隊史第4的入球數與隊史第8的助攻數，他還是隊史第一位百球射手（後被佩德罗·米格尔·保莱塔、兹拉坦·伊布拉希莫维奇、埃丁森·卡瓦尼三人超越）。在這段期間他還經歷了國家隊的兩次世界盃四強與1984年欧洲足球锦标赛的首個歐洲盃冠軍，但由於中途受傷未能在決賽中上場。
1986世界盃結束後罗歇托從國家隊退役。1987年轉會至，兩年後掛靴。

## 荣誉

### 聖艾蒂安
- 法甲: 1974、1975、1976
- 法國盃: 1977

### 巴黎
- 法甲: 1986
- 法國盃: 1982、1983

### 法國國家足球隊
- 欧洲足球锦标赛:1984